# 大野奨太
大野 奨太（おおの しょうた、1987年1月13日 - ）は、岐阜県大垣市出身の元プロ野球選手（捕手）、コーチ。右投右打。
北海道日本ハムファイターズ投手の宮西尚生は、互いの夫人が姉妹のため義兄弟にあたる。

## 経歴

### プロ入り前
大垣市立荒崎小学校時代は岐阜県の荒崎野球少年団に所属し、捕手・投手・三塁手をこなす。大垣市立西部中学校時代は西濃ボーイズで三塁手としてプレーし、岐阜県選抜にも選ばれた。中学時代の夢は県内屈指の名門校である県立岐阜商業高校でプレーすることだったが、岐阜県選抜のメンバーの多くが同校に進学を考えるなか、あえて岐阜総合学園高校に進学した。
高校時代は1年生の夏から三塁手のレギュラーに定着。秋にチームの正捕手が肩を壊したため捕手へ転向した。2年生と3年生の夏に2年連続で岐阜大会の決勝に進むが、2年連続で決勝で敗れ、甲子園には出場できなかった。最後の夏の相手は県立岐阜商業高校だった。高校通算では、29本塁打を記録した。
高校卒業後、東洋大学へ進学。1年春からベンチ入りするも、2学年上に田中大輔が居たため公式戦の出場機会が少なかった。3年春から正捕手となり、チームの4季連続優勝と明治神宮野球大会2連覇に貢献。日米大学野球選手権大会には日本代表として出場した。主将を務めた4年春には、捕手として22年ぶりとなる最高殊勲選手に選ばれ、3年春から4季連続でベストナインに選ばれた。東都大学リーグ通算成績は、55試合の出場で、166打数43安打、打率.259、6本塁打、19打点。
2008年10月30日に行われたドラフト会議では、北海道日本ハムファイターズから1位指名を受け、契約金1億円、年俸1300万円（金額は推定）という条件で入団した。背番号は28。日本ハムがドラフト会議で捕手を1位指名したのは、1998年の實松一成以来2人目であった。

### 日本ハム時代

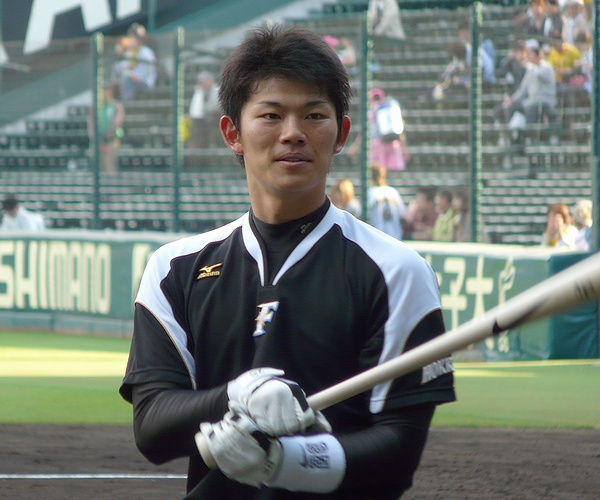
日本ハム時代
（2010年5月13日 阪神甲子園球場）

2009年は、春季キャンプで一軍に抜擢され、そのまま開幕一軍入り。4月5日の東北楽天ゴールデンイーグルス戦で初出場すると、同11日の福岡ソフトバンクホークス戦で初先発出場。藤井秀悟を好リードし、無失点で切り抜けた。以後も先発投手が藤井の時は大野が先発出場し、鶴岡慎也と相性が良いダルビッシュ有と八木智哉を除く先発投手の際も、大野が先発出場する試合があった。7月12日の千葉ロッテマリーンズ戦では一死満塁の場面で小野晋吾から本塁打を放ち、プロ野球では2006年の炭谷銀仁朗以来3年ぶりのルーキーの満塁本塁打を記録。8月にインフルエンザによる発熱が原因で数試合を欠場するも、シーズンを通して一度も出場選手登録を抹消されなかった。日本シリーズ第5戦（11月5日、東京ドーム）では、史上初めて新人捕手として先発出場を果たした。
2010年は、引き続き鶴岡と併用され正捕手を争った。前年オフに藤井が読売ジャイアンツへ移籍したが、この年にチーム最多の14勝を挙げた武田勝など、主に左投手の先発試合で捕手として先発起用され、前年よりも出場機会を増やした。また、前年にはなかった八木やダルビッシュの先発試合での先発出場を経験した。
2011年は、開幕直前に鶴岡が顔面陥没骨折の怪我を負ったため、鶴岡が復帰するまでは全試合に先発出場したが、復帰後は鶴岡の先発出場が次第に増えていき、相対的に大野の先発出場数は減少していった。6月12日の対横浜ベイスターズ戦では、8回表の守備中に打者のブレット・ハーパーのバットが頭部に直撃。ヘルメットごしだったが出血し、負傷退場。試合終了後の札幌市内の病院で患部を4針縫う怪我となった。10月15日に腰痛のためプロ入り後初めて出場選手登録を抹消されるも、クライマックスシリーズ・ファーストステージ第1試合で復帰した。最終的に打率やOPSは前年より下がったものの102試合に出場、盗塁阻止率はリーグ1位の.323を記録した。
2012年は、再び鶴岡と併用された。武田勝やブライアン・ウルフの先発試合でスタメン出場を続けていたが、打撃不振や鶴岡の打撃が好調ということもあり、球団はしばらく捕手を鶴岡で固定する方針を固めたため、7月4日にプロ入り後初めてとなる故障以外での出場選手登録抹消となった。10日後の同14日に再び一軍に復帰したが、その後はウルフや谷元圭介登板時のみのスタメン出場となり試合数、打率共に過去最低の成績となった。オフには背番号が、かつて小笠原道大や髙橋信二らが背負った2へ変更されることが球団より発表された。
2013年も、鶴岡との併用状態が続いたが、6月に鶴岡が指を故障した影響で後半戦はスタメン起用が増加。打撃面では規定打席不足ながら初めて打率が2割5分を超え、OPSも7割台に乗せるなど軒並みキャリアハイの成績を残した。守備面でも盗塁阻止率で両リーグトップまた12球団で唯一の4割を越える.421を記録するなど成長を見せた。
2014年は、鶴岡がFA権を行使してソフトバンクに移籍したこともあり、3年ぶりに開幕スタメンマスクを勝ち取る。しかし、打撃の調子が上がらず、5月に入り巨人から移籍してきた市川友也がスタメンマスクを被ることが多くなった。5月を過ぎて以降は市川と併用となった。5月17日のロッテ戦では、11回裏に松永昂大から自身人生で初のサヨナラを本塁打で決めた。最終的に、シーズンを通しては自己最高の105試合に出場し、本塁打も自己最高の6本を記録した。
2015年は、右肘痛を発症し開幕を二軍で迎えたが4月28日に復帰。5月4日にはスタメン復帰はしたものの、前年の二番手捕手の市川もヘルニアの手術の影響で一軍復帰ができておらず一軍捕手が若手の近藤健介・石川亮の二人だったこともあり、肘が完全復調するまでは二人をサポートする形での出場が続いた。5月13日の対埼玉西武ライオンズ戦では、6回表の守備中に打者の浅村栄斗のバットが頭部に直撃した。頭部からは出血していたが、石川は代打で交代したため出られず、近藤の状態も良くなかったため、治療を受けてグラウンドに戻った。6月以降は徐々にスタメンマスクも増え7月からは近藤が打撃優先の為指名打者になり、市川も復帰したこともあり市川との二枚体制に戻った。シーズンでは、プロ入り初の本塁打0本に終わった。シーズン終了後、宮西尚生に代わってキャプテンに任命された。また、背番号2を杉谷拳士に譲り、この年引退した中嶋聡が使用していた27に変更されることが球団より発表された。
2016年は、2年ぶりに開幕戦を先発出場し、4月23日のソフトバンク戦では千賀滉大から自身2年ぶりとなる本塁打、7月8日のロッテ戦では2打席連続の本塁打を放つなど、打撃成績では安打・打点・犠打数で自己最高を記録。年間を通して正捕手の座を譲ることなく一軍出場数でも自己最高を記録した。オフの10月18日に「侍ジャパン 野球オランダ代表 野球メキシコ代表 強化試合」の日本代表に選出されたことが発表された。11月12日の試合ではサヨナラ安打を放った。
2017年は、オープン戦の期間中に催された第4回ワールド・ベースボール・クラシック（WBC）の本大会で日本代表に選出。しかし、実際の出場は、1次ラウンドの対中国代表戦だけにとどまった。レギュラーシーズンでは、一軍公式戦83試合に出場。しかし、右肘を故障した影響で、打率.221、3本塁打、13打点、盗塁阻止率.098と低迷した。チームがレギュラーシーズンを5位で終えたことから、シーズン終了後の10月16日には、内視鏡による右肘の手術（右肘関節内遊離体除去術）を受けた。この年のレギュラーシーズン中に海外FA権の取得条件を満たしたことから、11月9日には海外FA権の行使を表明。日本ハム球団では、大野のFA権行使による残留を容認したうえで、大野との残留交渉で複数年契約などの条件を提示した。これに対して、大野の地元・東海地方を拠点とする中日ドラゴンズが、捕手陣を強化すべく大野の獲得交渉に着手。以上2球団による交渉の結果、同年12月9日には中日への移籍を決断した。

### 中日時代
2017年12月9日に、中日ドラゴンズが大野の入団を発表。同13日付で、フリーエージェント宣言選手としての契約締結合意がNPBから公示された。推定年俸総額2億5000万円の3年契約で、背番号は日本ハム時代の後期に続いて27。自身と同じくFA権の行使によって移籍した2002年から10年以上にわたって正捕手の座にあった谷繁元信が、2004年から一軍の監督職に専念していた2016年シーズン途中に休養（後に退団）するまで着用していた背番号を、1年間のブランクをはさんで付けることになった。なお、チームには2011年から同姓の大野雄大が所属するため、報道では大野奨と表記される。登録名については、「東海地方の皆さんに自分の顔と名前をまず覚えてもらいたい」という本人の希望で、大野雄大と同じくフルネーム（大野奨太）の使用を考えている。
2018年は、手術した右肘の状態が悪く、先発出場は50試合に留まり、72試合出場の松井雅人から正捕手を奪うことが出来なかった。
2019年は、開幕一軍入りするも、加藤匠馬の台頭もありスタメン起用は限られ、更に右肘痛で5月31日に登録抹消された。8月25日に一軍復帰したが自己最小の34試合の出場にとどまった。また、この年は、スコアボード等の登録名を以前より希望していた「大野奨太」に変更した（同姓の大野雄大もこの年より「大野雄大」とフルネームで登録している）。
2020年は、中日移籍後初めて開幕二軍スタートとなる。二軍では45試合で打率.321と好成績を残したものの一軍に昇格することなくシーズンを終えプロ入り後初めて一軍出場なしに終わった。オフには、3年契約ではなく4年契約を結んでいたことが判明した。
2021年は、2年ぶりに一軍の試合に出場するも8試合にとどまり、先発した試合は4試合で打率は.143。この年で4年契約が終わり、オフには減額制限を超える7200万円ダウンの年俸2800万円で契約を更改した。
2022年は、監督が与田剛から立浪和義に変わったが立場はあまり変わらず、二軍でバッテリーを組んでいた上田洸太朗の一軍先発の際に先発マスクで出場し打撃や盗塁阻止率は移籍後最高を記録したものの、試合内容としては上田の負けが大きく先行する結果となった。契約更改でも600万円減の2200万円で契約となり、ヤクルト嶋基宏が引退したことにより現役最年長捕手となった。
2023年は、正捕手の木下拓哉が6月に手の甲の骨折で離脱したが、北海道日本ハムからトレードで獲得した宇佐見真吾や石橋康太がその穴を埋め、また木下も8月に復帰したため1軍での出場機会は無く、9月12日に現役引退を発表。10月3日のシーズン最終戦（対巨人戦）に同じく引退を発表した堂上直倫、福田永将、谷元圭介とともに引退試合に臨んだ。試合後に行われた引退セレモニーでは北海道日本ハム時代の監督である栗山英樹から花束を受け取った。

### 現役引退後
シーズンオフの10月5日、翌2024年から中日のバッテリー部門のコーチを務めることが発表された。当初一軍・二軍の振り分けは未定だったが、同30日に二軍捕手コーチと発表された。背番号は72。
2025年より一軍バッテリーコーチに配置転換された。

## 選手としての特徴

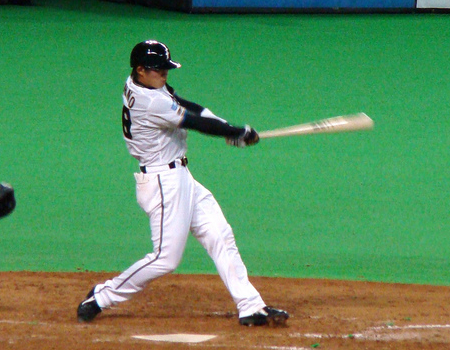
大野のスイング（2009年）

日本ハムで投手コーチを務めた厚澤和幸は、投手に気持ちよく投げてもらうことを重視する鶴岡慎也と対比して、自分の意見を押し通そうとする大野のリードを「かかあ天下」と表現している。
打者主体のリードもさることながら、大野の最大の武器は「捕球から送球までの早さ」と浮き上がる球ではなく低く逸れない「捕り易い送球」である。強肩に加え「キャッチング技術が良い」（中嶋聡）。しかし2017年以降は、右肘の故障の影響で、盗塁阻止率を大きく下げている。

## 人物
チーム内では選手としての力量や人物面について高い評価を得ている。日本ハム応援番組『FFFFF』（北海道テレビ放送）において、日本ハムの選手を対象に実施された「チーム内で恋愛相談をするなら」というアンケートでは大差で1位に輝いた。また、2009年のオフに同じFFFFFの「稲葉篤紀と金子誠が考える日本代表」と題した企画では、2人とも正捕手に大野を指名している。

## 詳細情報

### 年度別打撃成績
| 年 度      | 球 団      | 試 合 | 打 席 | 打 数 | 得 点 | 安 打 | 二 塁 打 | 三 塁 打 | 本 塁 打 | 塁 打 | 打 点 | 盗 塁 | 盗 塁 死 | 犠 打 | 犠 飛 | 四 球 | 敬 遠 | 死 球 | 三 振 | 併 殺 打 | 打 率 | 出 塁 率 | 長 打 率 | O P S |
| ---------- | ---------- | ----- | ----- | ----- | ----- | ----- | -------- | -------- | -------- | ----- | ----- | ----- | -------- | ----- | ----- | ----- | ----- | ----- | ----- | -------- | ----- | -------- | -------- | ----- |
| 2009       | 日本ハム   | 77    | 169   | 154   | 19    | 32    | 9        | 0        | 3        | 50    | 15    | 0     | 0        | 5     | 0     | 6     | 0     | 4     | 43    | 2        | .208  | .256     | .325     | .581  |
| 2010       | 日本ハム   | 87    | 216   | 183   | 20    | 42    | 8        | 0        | 4        | 62    | 16    | 1     | 0        | 13    | 0     | 19    | 0     | 1     | 36    | 5        | .230  | .305     | .339     | .644  |
| 2011       | 日本ハム   | 102   | 272   | 242   | 25    | 55    | 11       | 1        | 3        | 77    | 17    | 0     | 1        | 8     | 0     | 14    | 0     | 8     | 44    | 4        | .227  | .292     | .318     | .610  |
| 2012       | 日本ハム   | 70    | 159   | 140   | 7     | 24    | 4        | 0        | 2        | 34    | 11    | 0     | 2        | 9     | 0     | 8     | 0     | 2     | 30    | 2        | .171  | .227     | .243     | .470  |
| 2013       | 日本ハム   | 87    | 244   | 201   | 20    | 52    | 13       | 0        | 3        | 74    | 19    | 0     | 0        | 15    | 0     | 25    | 2     | 3     | 35    | 3        | .259  | .349     | .368     | .718  |
| 2014       | 日本ハム   | 105   | 304   | 259   | 16    | 45    | 10       | 0        | 6        | 73    | 19    | 0     | 0        | 19    | 2     | 19    | 0     | 5     | 52    | 6        | .174  | .242     | .282     | .524  |
| 2015       | 日本ハム   | 74    | 180   | 155   | 10    | 30    | 8        | 0        | 0        | 38    | 10    | 1     | 0        | 8     | 0     | 16    | 0     | 1     | 29    | 6        | .194  | .273     | .245     | .518  |
| 2016       | 日本ハム   | 109   | 351   | 282   | 26    | 69    | 13       | 0        | 5        | 97    | 35    | 1     | 0        | 31    | 0     | 25    | 0     | 13    | 63    | 6        | .245  | .334     | .344     | .678  |
| 2017       | 日本ハム   | 83    | 183   | 154   | 13    | 34    | 5        | 0        | 3        | 48    | 13    | 0     | 1        | 8     | 1     | 16    | 0     | 4     | 30    | 1        | .221  | .309     | .312     | .621  |
| 2018       | 中日       | 63    | 167   | 137   | 9     | 27    | 4        | 2        | 2        | 41    | 10    | 0     | 0        | 9     | 0     | 20    | 2     | 1     | 31    | 2        | .197  | .304     | .299     | .603  |
| 2019       | 中日       | 34    | 62    | 53    | 6     | 9     | 1        | 0        | 0        | 10    | 3     | 0     | 0        | 3     | 1     | 5     | 0     | 0     | 9     | 2        | .170  | .237     | .189     | .426  |
| 2021       | 中日       | 8     | 15    | 14    | 1     | 2     | 0        | 0        | 0        | 2     | 0     | 0     | 0        | 0     | 0     | 1     | 0     | 0     | 5     | 1        | .143  | .200     | .143     | .343  |
| 2022       | 中日       | 8     | 21    | 17    | 2     | 5     | 0        | 0        | 0        | 5     | 0     | 0     | 1        | 1     | 0     | 3     | 0     | 0     | 4     | 0        | .294  | .400     | .294     | .694  |
| 2023       | 中日       | 1     | 1     | 1     | 0     | 0     | 0        | 0        | 0        | 0     | 0     | 0     | 0        | 0     | 0     | 0     | 0     | 0     | 0     | 0        | .000  | .000     | .000     | .000  |
| 通算：14年 | 通算：14年 | 908   | 2344  | 1992  | 174   | 426   | 86       | 3        | 31       | 611   | 168   | 3     | 5        | 129   | 4     | 177   | 4     | 42    | 411   | 40       | .214  | .291     | .307     | .598  |

- 各年度の太字はリーグ最高

### 年度別守備成績
| 年 度 | 球 団    | 捕手  | 捕手  | 捕手  | 捕手  | 捕手  | 捕手  | 捕手     | 捕手     | 捕手     | 捕手     | 捕手     |
| 年 度 | 球 団    | 試 合 | 刺 殺 | 補 殺 | 失 策 | 併 殺 | 捕 逸 | 守 備 率 | 企 図 数 | 許 盗 塁 | 盗 塁 刺 | 阻 止 率 |
| ----- | -------- | ----- | ----- | ----- | ----- | ----- | ----- | -------- | -------- | -------- | -------- | -------- |
| 2009  | 日本ハム | 75    | 304   | 27    | 2     | 3     | 1     | .994     | 37       | 27       | 10       | .270     |
| 2010  | 日本ハム | 87    | 400   | 27    | 1     | 2     | 1     | .998     | 30       | 20       | 10       | .333     |
| 2011  | 日本ハム | 101   | 528   | 53    | 2     | 6     | 5     | .997     | 62       | 40       | 22       | .323     |
| 2012  | 日本ハム | 67    | 282   | 37    | 2     | 6     | 3     | .994     | 46       | 31       | 15       | .326     |
| 2013  | 日本ハム | 84    | 370   | 67    | 2     | 13    | 4     | .995     | 57       | 33       | 24       | .421     |
| 2014  | 日本ハム | 104   | 654   | 77    | 3     | 14    | 4     | .996     | 61       | 40       | 21       | .344     |
| 2015  | 日本ハム | 72    | 402   | 41    | 2     | 2     | 1     | .996     | 29       | 21       | 8        | .276     |
| 2016  | 日本ハム | 108   | 714   | 63    | 2     | 7     | 4     | .997     | 42       | 29       | 13       | .310     |
| 2017  | 日本ハム | 80    | 395   | 34    | 2     | 1     | 3     | .995     | 41       | 37       | 4        | .098     |
| 2018  | 中日     | 62    | 334   | 43    | 3     | 4     | 3     | .992     | 56       | 45       | 11       | .196     |
| 2019  | 中日     | 33    | 132   | 12    | 1     | 0     | 1     | .993     | 12       | 11       | 1        | .083     |
| 2021  | 中日     | 8     | 33    | 4     | 0     | 1     | 0     | 1.000    | 0        | 0        | 0        | ----     |
| 2022  | 中日     | 6     | 40    | 7     | 0     | 0     | 0     | 1.000    | 10       | 6        | 4        | .400     |
| 2023  | 中日     | 1     | 0     | 0     | 0     | 0     | 0     | ----     | 0        | 0        | 0        | ----     |
| 通算  | 通算     | 888   | 4588  | 492   | 22    | 58    | 30    | .996     | 483      | 340      | 143      | .296     |

- 各年度の太字はリーグ最高
- 太字年はゴールデングラブ賞受賞

### 表彰
- ゴールデングラブ賞：1回（捕手部門：2016年）
- 最優秀バッテリー賞：1回（2015年 投手：大谷翔平）

### 記録
初記録
- 初出場：2009年4月5日、対東北楽天ゴールデンイーグルス3回戦（札幌ドーム）、8回表に捕手で出場
- 初先発出場：2009年4月11日、対福岡ソフトバンクホークス2回戦（福岡Yahoo! JAPANドーム）、8番・捕手で先発出場
- 初安打：2009年4月14日、対オリックス・バファローズ1回戦（札幌ドーム）、9回裏にライアン・ボーグルソンから右前安打
- 初打点：2009年4月18日、対埼玉西武ライオンズ2回戦（西武ドーム）、2回表に帆足和幸から中前適時打
- 初本塁打：2009年5月29日、対横浜ベイスターズ2回戦（横浜スタジアム）、7回表に三浦大輔から左越2ラン
- 初盗塁：2010年9月21日、対オリックス・バファローズ23回戦（札幌ドーム）、8回裏に二盗（投手：岸田護、捕手：日高剛）

その他の記録
- オールスターゲーム出場：1回（2014年）

### 背番号
- 28（2009年 - 2012年）
- 2（2013年 - 2015年）
- 27（2016年 - 2023年）
- 72（2024年 - ）

### 登場曲
- 「絆。」ハジ→（2018年 - ）
- 「ファンファーレ」ベリーグッドマン（2020年 - ）

### 代表歴
- 2017 ワールド・ベースボール・クラシック日本代表